# Cécile Neven
Cécile Neven (Rocourt, 6 januari 1967) is een Belgisch politica voor de liberale Mouvement Réformateur. 

## Biografie
Cécile Neven studeerde in 1991 af als bio-ingenieur aan de faculteit Gembloux Agro-Bio Tech van de Université de Liège en behaalde in 2019 een certificaat in strategie, micro-economie en competitiviteit aan de Université libre de Bruxelles.
Ze begon haar professionele loopbaan als projectverantwoordelijke bij de intercommunale GREOA, de Groupement Régional Économique des vallées de l'Ourthe et de l'Amblève, een beroep dat ze uitoefende van 1991 tot 1993. Nadien was ze van 1993 tot 1994 onderzoeksassistente bij Gembloux Agro-Bio Tech en van 1994 tot 1996 projectverantwoordelijke bij de Waalse overheidsdienst ISSEP, het Wetenschappelijk Instituut van Openbare Dienst. Van 1998 tot 2001 was Neven adviseur van de Waalse Gewestelijke Overheidsdienst SPW en van 2001 tot 2005 raadgever voor leefmilieu bij Essenscia, de federatie van de chemische industrie.
In 2005 trad ze in dienst bij de Waalse werkgeversorganisatie Union Wallonne des Entreprises (UWE), als adviseur op het departement Leefmilieu, Energie, Ruimtelijke Ordening en Mobiliteit. Van 2019 tot 2023 was ze binnen de UWE actief in een directiefunctie op de afdeling partnerschappen, als experte in energie en leefmilieu en van 2018 tot 2022 was ze eveneens voorzitter van de afdeling leefmilieu binnen CESE Wallonie, de economische, sociale en milieuraad van het Waals Gewest. Van september 2023 volgde Neven Olivier de Wasseige op als gedelegeerd bestuurder van de UWE, die onder haar leiding herdoopt werd tot AKT for Wallonia. Ze oefende de functie uit tot in juli 2024. 
In 2023 werd ze ook aangesteld tot bestuurder in de Waalsgezinde denktank Institut Destrée.
In juli 2024 werd Neven benoemd tot minister van Energie, Lucht-Klimaatplan, Huisvesting en Luchthavens in de dan nieuw gevormde Waalse Regering, de regering-Dolimont.